# Фараон (игра)
О двойка! ни дары свободы,

Ни Феб, ни Ольга, ни пиры

Онегина в минувши годы

Не отвлекли бы от игры.

Задумчивый, всю ночь до света

Бывал готов он в эти лета

Допрашивать судьбы завет:

Налево ляжет ли валет?

Уж раздавался звон обеден,

Среди разорванных колод

Дремал усталый банкомёт,

А он, нахмурен, бодр и бледен,

Надежды полн, закрыв глаза,

Пускал на третьего туза.

*

Уж я не тот игрок нескромный,

Скупой не веруя мечте,

Уже не ставлю карты тёмной,

Заметя тайное руте.

Мело́к оставил я в покое,

„Ата́нде“, слово роковое,

Мне не приходит на язык...

*

И час настал, и в усыпленье

Ума и чувств впадает он,

И перед ним воображенье

Свой пёстрый мечет фараон;

Виденья быстрые лукаво

Скользят налево и направо,

И будто на смех не одно

Ему в отраду не дано,

И как отчаянный игрок

Он желчно проклинает рок...

Всё те же сыплются виденья

Пред ним упрямой чередой,

За ними с скрежетом мученья

Он алчною следит душой

Отрады нет...

Все ставки жизни проиграл.
Фарао́н, банк или стос — карточная игра, которая пользовалась огромной популярностью в конце XVIII и начале XIX веков. Другие названия: «фаро», «штосс», «любишь — не любишь», «подрезать». Фараон породил целое семейство банковых игр.

## Классический фараон (штосс)
Во Франции игра известна с 1688 года. В XVIII веке она была самой популярной в высших слоях общества, но со временем в ряде европейских стран, включая Францию, подпала под запрет, так как аристократы в одночасье спускали за игральным столом колоссальные суммы. Гофман в рассказе «Счастье игрока» (1819) называет фараон «самой простой и, следственно, самой фатальной игрой».
Состояла игра в основных чертах в следующем. Один из двух игроков держал (и метал) банк; он назывался банкомётом. Другой игрок (понтёр, понтировщик) делал ставку («куш»). «Понтёры из своих колод выбирают карту, на которую делают ставку, и банкомёт начинает промётывать свою колоду направо и налево. Если карта понтёра легла налево от банкомёта, то выиграл понтёр, если направо — то банкомёт».
«В большой зале, занимавшей середину здания, с утра до вечера играли в фараон и играли по большой», — описывал современник двор Екатерины II. А. П. Сумароков (1717—1777) считал эту игру «глупо выдуманною», рассуждая: «На что им карты, на что все те труды, которые они в сей игре употребляют; можно в эту игру и без карт играть». «Лучше в банк или штосс: тут не надобно мастерства, а счастие», — говаривали в то время.
В XIX веке популярность игры была очень велика в России, что нашло отражение во многих классических произведениях литературы. В неё играют Германн из «Пиковой дамы» А. С. Пушкина, Арбенин из «Маскарада» М. Ю. Лермонтова, Николай Ростов из «Войны и мира» Л. Н. Толстого. «Любил налево и направо Он в зимний вечер прометнуть, Четвёртый куш перечеркнуть, Рутёркой понтирнуть со славой, И талью скверную порой Запить Цимлянского струёй», — воспевал игру Лермонтов, чьё последнее прозаическое произведение так и называется — «Штосс». 

## Банковые игры

### Современный фараон
На протяжении ряда лет игра обросла вариациями. Изменилось количество игроков и назначение карт. Одна из таких вариаций объединила в себе черты «классического» фараона и не менее популярной игры «Восьмёрка», где нужно выложить для каждого игрока по 6 карт.
Играют 2 человека. Для игры требуется одна колода из 36 карт. Перед раздачей соперники делают свои ставки. Колода тасуется, и каждому игроку раздаётся по 4 карты. Остальная колода кладётся на середину стола. Игроки делают ставки за свои карты. Первым ходит понтёр (противник). Он кладёт свою карту, и сдатчик должен покрыть карту. Если нужной карты нет, то он должен взять карту из колоды. Если карта не подходит, ход переходит к сопернику.
Если на стол один из игроков положит даму, то соперник этого игрока должен или побить карту или заказать масть, а также, если не будет нужной карты, может пропустить ход. Если игрок закончил партию дамой, то с него списывается 30 очков. А если только дама осталась у него на руках, то он получает 30 штрафных очков. Игра идёт до тех пор, пока один из игроков не наберёт 100 очков. Кто наберёт 100 очков, тот проигрывает, а победитель забирает все деньги.

### Современный стос

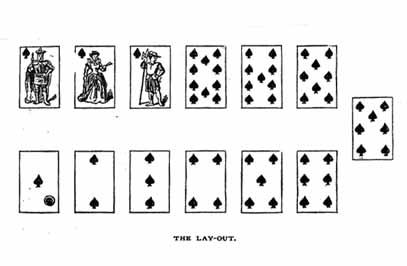
Раскладка карт для игры в фаро (США)

В стосе, адаптированном для современных казино, используется шесть или восемь колод по 52 карты, которые перетасовываются дилером и складываются в шуз. Игрок делает ставки на любые карты от двойки до туза, а также на выбранную им масть. Выигрыш напрямую зависит от случая.
На игровом поле — 13 карт без масти (от двойки до туза), предназначенные для ставок на карты, а также четыре мастевые карты (пиковая, трефовая, бубновая и червовая). Мастевые карты можно использовать для ставки на масть, но эта ставка не является обязательной. Перед дилером расположены два бокса для распределения карт, которые выпадают из шуза чётными или нечётными по счёту. Эти боксы, как правило, подписывают «чёт»/«нечёт» или «выигрыш»/«проигрыш» соответственно.
Игроки делают ставки. После этого дилер кладёт первую карту из шуза на «проигрыш» (нечёт), а вторую карту — на «выигрыш» (чёт). В таком же порядке выкладываются и последующие карты. Это продолжается до тех пор, пока на столе не появится карта, на которую поставил игрок. Игрок выигрывает, если карта, на которую он сделал ставку, оказывается на боксе «выигрыш». Оплата выигрыша — 1:1. Если карта, на которую поставил игрок, оказывается на боксе «проигрыш», ставка уходит в доход казино.
Если игрок сделал дополнительную ставку на масть, то при совпадении масти его ставка либо выигрывает, либо проигрывает. При совпадении цвета масти в случае выигрыша ставка игрока увеличивается наполовину, в случае проигрыша — наполовину уменьшается. Если масти не совпадают по цвету, ставка остаётся неизменной.
Если на оба бокса дилера попадают одинаковые карты, то такая ситуация называется в стосе Plié (плие). Поскольку нечётная карта появляется на столе первой, игрок проигрывает ставку на карту. Именно это правило определяет математический перевес казино.